# 바이오나

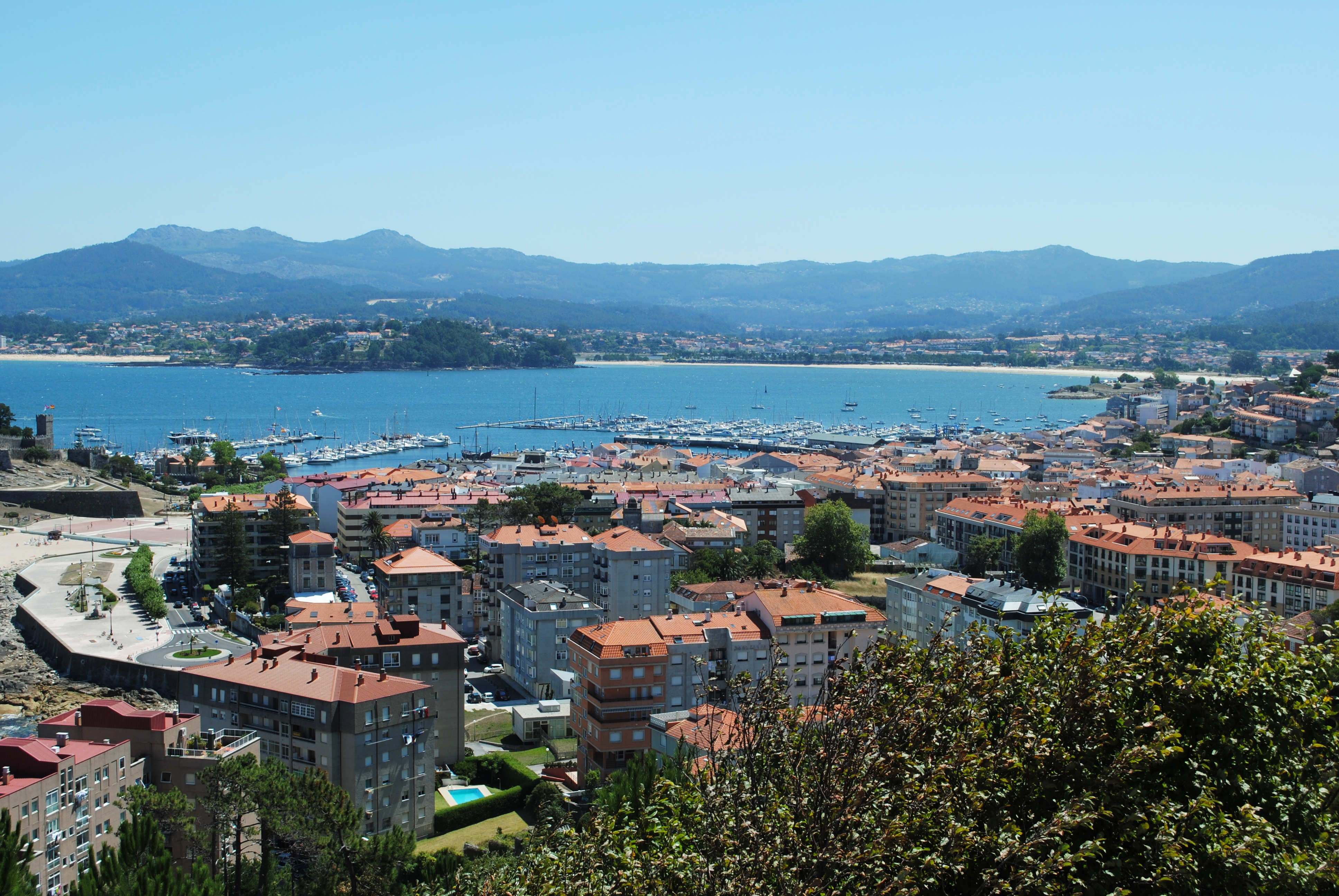
바이오나

바이오나(Baiona)는 폰테베드라주의 도시로, 인구는 11,337명이다.
비고만(Vigo Bay) 강구 옆에 중세 역사 중심지가 있는 관광 도시이다. 11,000명이 조금 넘는 인구는 관광객을 포함하면 여름에는 약 45,000명으로 증가한다. 포르투갈 길에 있기 때문에 산티아고 순례길 중 한 곳으로 매년 3만 명의 등산객도 이 마을을 방문한다. 관광 외에 주요 경제 활동은 낚시를 중심으로 이루어진다.

## 경제
바이오나의 경제는 관광에 초점을 맞추고 있다. 파라도르 데 바이오나는 마을의 모든 호텔 중에서 눈에 띈다. 기타 활동으로는 소매, 자급 농업, 해안 어업 및 건설 등이 있다.